# Zinkhütte Harlingerode

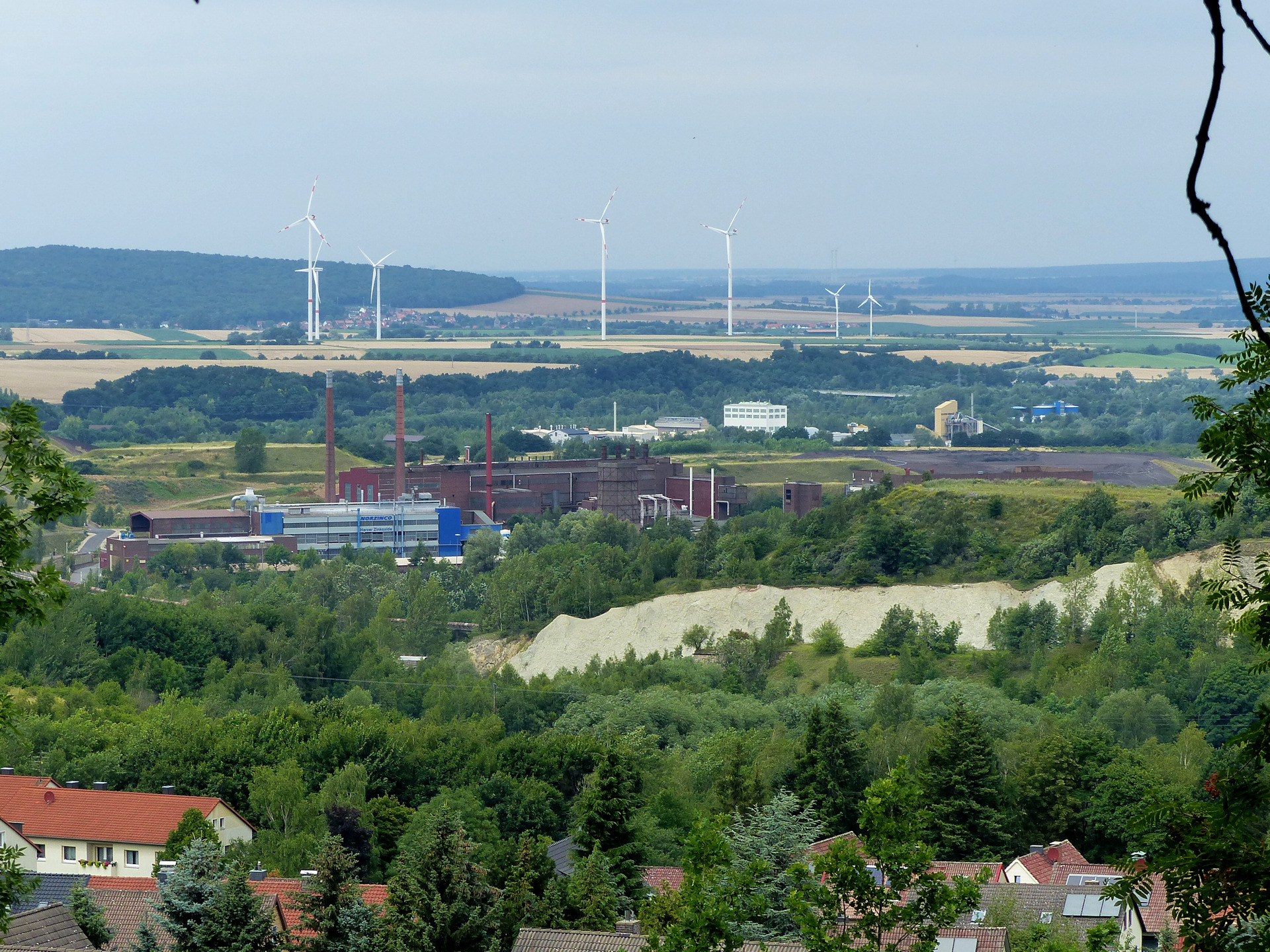
Ehemaliges Zinkhüttengelände im Jahr 2017

Die Zinkhütte Harlingerode, zwischen dem Goslarer Ortsteil Oker und dem Bad Harzburger Ortsteil Harlingerode am Harz (Niedersachsen) gelegen, war ein Industriebetrieb zur Erzeugung von metallischem Zink aus Erzen und Recyclingrohstoffen. Sie existierte in ihrer Grundform von 1936 bis 2000 und war von 1948 bis 1970 die größte und modernste Zinkhütte in Deutschland.
Das Unternehmen gehörte zunächst zum Preussag-Konzern und zuletzt zur Harz-Metall GmbH (HMG). Es lag in unmittelbarer Nachbarschaft der Blei-Kupfer-Hütte Oker und der Zinkoxydhütte Oker. Das Gelände befindet sich heute in Besitz der 2020 aus der Insolvenzmasse der HMG gegründeten Industriepark und Verwertungszentrum Harz GmbH (IVH).

## Geschichte

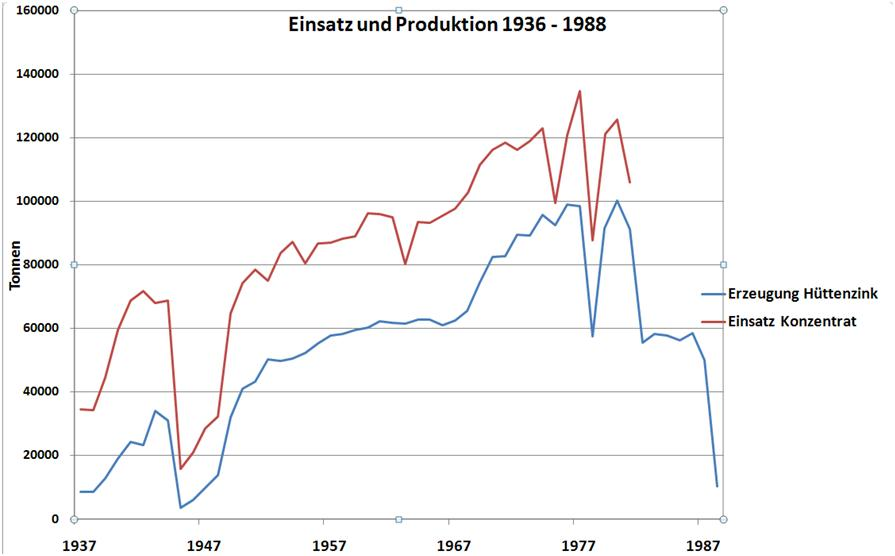
Produktionszahlen

Zur Verwirklichung ihrer Kriegsvorbereitungen und Autarkiebestrebungen planten die Nationalsozialisten eine Verdoppelung der Bergbau- und Hüttenproduktion im Harz. Dazu wurde im Rahmen des sogenannten Rammelsbergprojektes das gleichnamige Blei-Zink-Bergwerk bei Goslar ausgebaut. Der Einsatz der damals neuartigen Flotationstechnologie ermöglichte erstmals die Erzeugung eines Zinkkonzentrates. Zur Verhüttung des Zinkkonzentrates sollte neben den Unterharzer Hüttenwerken in der Gemarkung Harlingerode eine neue Zinkhütte gebaut werden.

### Bau und Inbetriebnahme 1935 bis 1945

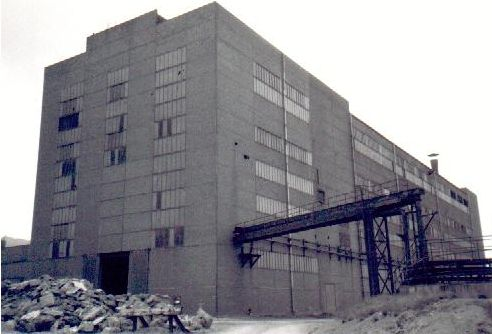
Muffelhütte

Im Jahr 1935 begannen die Bauarbeiten zu der Zinkhütte auf der grünen Wiese durch die Unterharzer Berg- und Hüttenwerke GmbH. Für den Entwurf der Gebäude konnten die bekannten Industriearchitekten Fritz Schupp und Martin Kremmer verpflichtet werden.
Als metallurgisches Produktionsverfahren wurde das New-Jersey-Vertical-Retort-Verfahren der New Jersey Zinc Co. in Palmerton (USA) ausgewählt. Bei diesem Verfahren wurde das Zinkerz in einer Rösthütte zunächst entschwefelt und das dabei entstehende Zinkoxid anschließend in stehenden Muffeln (Retorten) mit Kohlenstoff zu dampfförmigem Zink reduziert.
Die Anordnung der Gebäude folgte luftschutztechnischen Überlegungen, und ein Großteil der Maschinen und Apparate wurde in doppelter Ausführung redundant angelegt. Bereits am 30. Dezember 1936 konnte im Ofenhaus West das erste Zinkmetall abgestochen werden. Der Anschluss an den Güterverkehr erfolgte im Wesentlichen über den neuerrichteten Betriebsbahnhof Oker Ost an der Bahnstrecke Bad Harzburg–Oker, die offizielle Genehmigung dieser Anlage erfolgte 1942. Der gesamte Ausbau konnte wegen des Kriegsausbruchs und des damit verbundenen Material- und Personalmangels nicht abgeschlossen werden. Während des Krieges wurden auch osteuropäische Zwangsarbeiter eingesetzt. Nach der Besetzung durch die Alliierten im April 1945 kam der Betrieb zum Erliegen.

### Wiederbeginn und Ausbau 1945 bis 1970
Das Wiederanfahren der Öfen erfolgte im Dezember 1945. Bis 1953 konnten alle ursprünglich geplanten Anlagen fertiggestellt und in Betrieb genommen werden. Es folgte eine Phase der ständigen Erweiterung und Verbesserung der Hüttenprozesse. Dadurch konnte die Produktion fortlaufend gesteigert werden. Zwischen 1958 und 1959 wurde mit über 1.000 Mitarbeitern der höchste Personalstand erreicht. Im Jahr 1967 übernahm die Preussag die Unterharzer Berg- und Hüttenwerke, die Zinkhütte Harlingerode wurde ein Werksteil des Hüttenwerkes Harz.
Probleme ergaben sich durch die Emissionen, die im Rahmen des Koreakriegs und den damit einhergehenden Produktionssteigerungen ab den 1950er-Jahren Rekorde erreichten. Die Schwermetallstäube verursachten während der Vegetationsperioden Verbrennungen an grünen Pflanzenteilen in der Umgebung. Vieh verendete zum Teil qualvoll, da das Grünfutter starken Belastungen unterlag. Dies hatte zur Ursache, dass nach anhaltenden Protesten der Bevölkerung in Harlingerode und dem unweit südöstlich gelegenen Göttingerode in den 1960er-Jahren Filterungsmaßnahmen getroffen und der Hauptschornstein erhöht wurde.

### Metallpreisverfall und Niedergang 1970 bis 1988
Zu Beginn der 1970er Jahre setzte ein anhaltendes Sinken der Weltmarktpreise für Metalle ein. Davon war auch die Zinkerzeugung betroffen. Zunächst versuchte man diesem Trend durch Steigerung der Produktion und Rationalisierungsmaßnahmen zu begegnen. Durch Erweiterung beider Ofenhäuser auf zuletzt insgesamt 46 Öfen konnten 1980 knapp über 100.000 t Hüttenzink erzeugt werden.
Anfang 1980 sorgt ein Bericht des Öko-Instituts aus Freiburg im Breisgau für mediale Aufmerksamkeit, als die seit jeher bestehenden Umweltbelastungen durch das Hüttenwerk Harz thematisiert werden. Unter anderem griff Der Spiegel das Thema in einen am 17. März 1980 erschienenen Artikel auf. 1981 entschied man dann, eines der beiden Ofenhäuser (Ost) und die Rösthütte stillzulegen und anstelle von Erzen nur noch Recyclingmaterialien (Sekundärvorstoffe) zu verarbeiten. Dieses war auch eine Reaktion auf die schärferen Umweltauflagen und ging mit dem Bau neuer Filteranlagen einher. Als dennoch die gesteckten Wirtschaftsziele nicht erreicht wurden, erfolgte die offizielle Betriebseinstellung zusammen mit der Stilllegung des Rammelsberger Bergwerkes am 30. Juni 1988. Bis dahin wurden 2,8 Millionen Tonnen Zink hergestellt. Bis 2000 wurden noch bis zu zehn Öfen als Minihütte zur Alimentierung der angrenzenden Zinkweiß- und Zinkstaubanlage betrieben.

### Heutiger Zustand

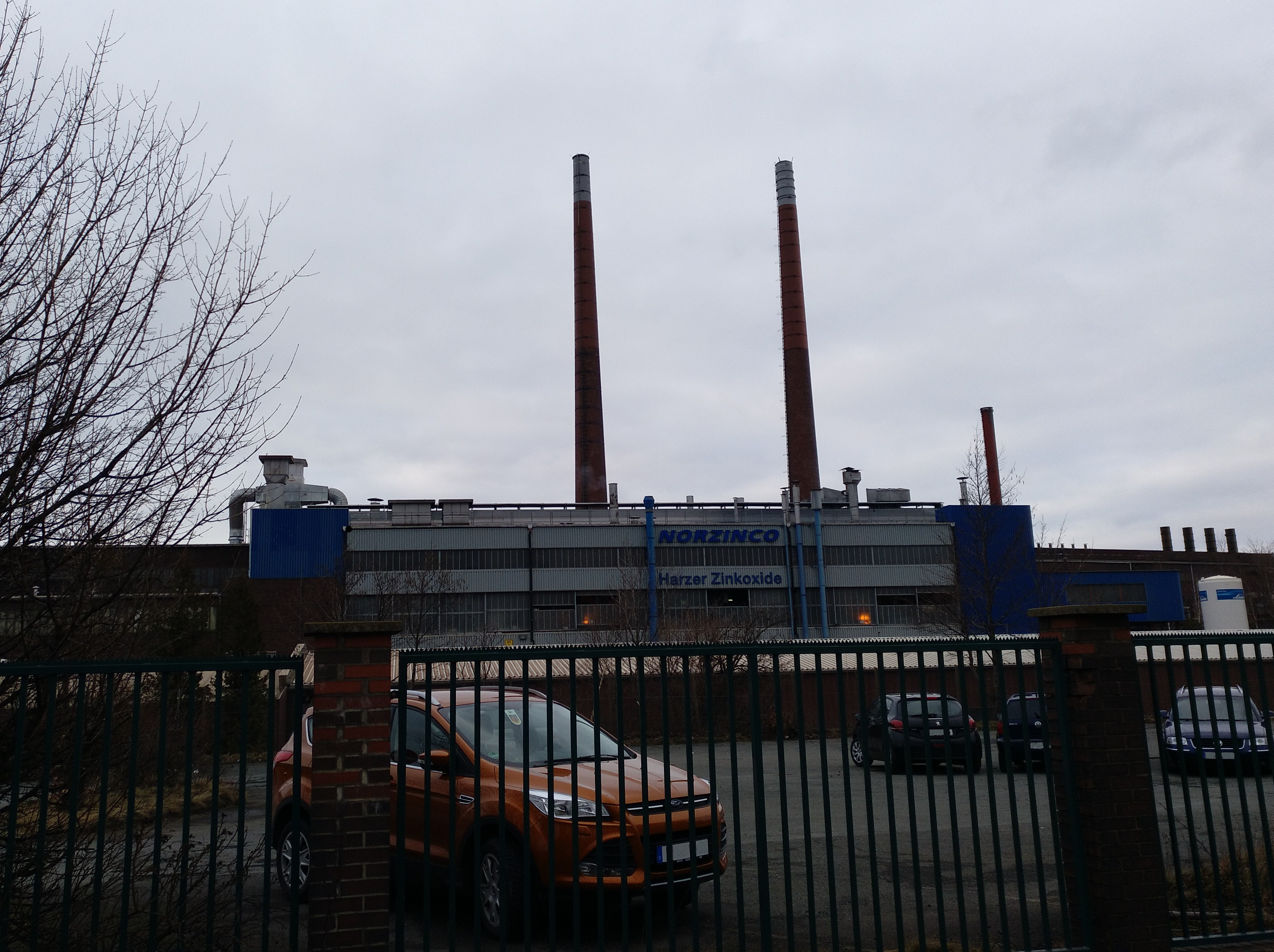
Durch das Nachfolgeunternehmen Norzinco genutztes Gebäude, 2018

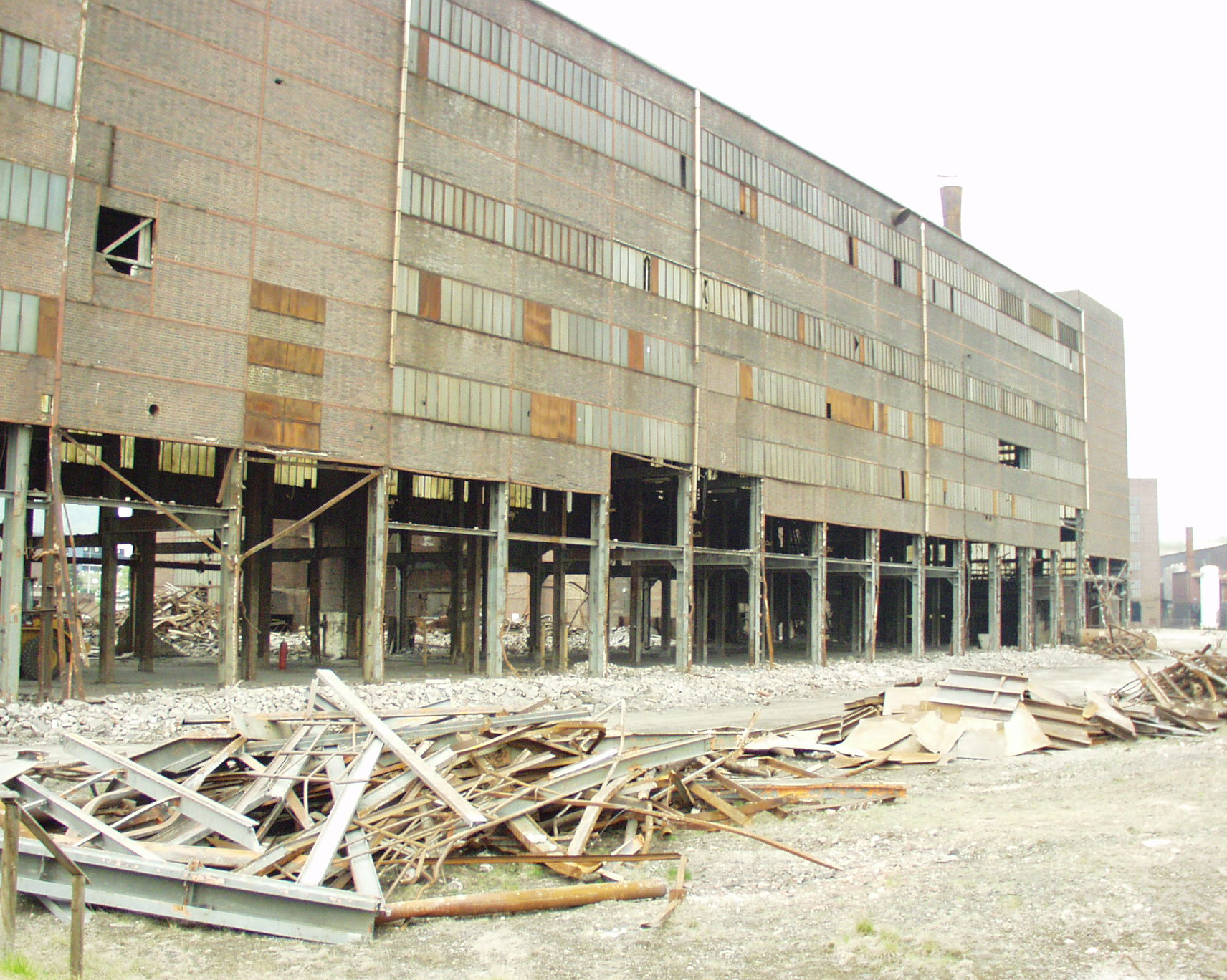
Abbruch Ofenhaus Ost 2003

Das Verwaltungsgebäude und das ehemalige Gemeinschaftshaus werden von der IVH genutzt. Die Feinzinkanlage ist heute Betriebsgebäude der Zinkweißerzeugung (Harzer Zinkoxide GmbH). Im Hintergrund erhebt sich die inzwischen abgedeckte Räumaschenhalde als Altlast. Dort lagern über 1 Million Tonnen Rückstände der Zinkverhüttung.
Auf dem Betriebsgelände an der Landstraße in Harlingerode bestanden bis 2023 noch das Ofenhaus West mit dem größten Teil der Einrichtung, das 20-Tage-Lager (Vorstofflager) mit dem zugehörigen Mahl- und Mischhaus sowie der hölzerne Kühlturm. Die IVH GmbH als Grundstückseigentümerin kündigte im Jahr 2022 den Abriss dieser Gebäude an. Danach sollte von den nicht genutzten Gebäuden lediglich die Lagerhalle mit der Filteranlage nördlich des dann abgerissenen Ofenhauses West erhalten bleiben. Diese Gebäude lagen zuletzt brach und waren nicht öffentlich zugänglich. Im August 2023 begann der Abriss des 20-Tage-Lagers durch einen 38-Meter-Bagger an der Ostseite.